# Peronismo

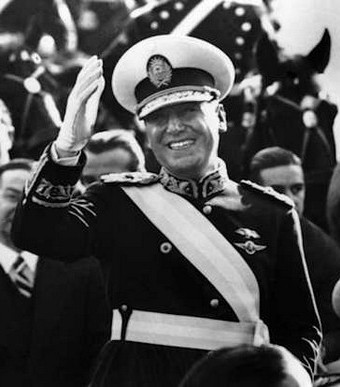
Juan Domingo Perón

Il peronismo (detto anche giustizialismo, in spagnolo justicialismo) è un movimento politico argentino, fondato da Juan Domingo Perón durante la sua prima presidenza della Repubblica argentina (1946-1955), con l'apporto ideologico e di immagine di sua moglie Evita Perón. I suoi seguaci, almeno in origine, erano chiamati anche descamisados ("scamiciati"), ad indicare simbolicamente la provenienza dagli strati popolari della società. Si tratta di un movimento politico sincretico, talora definito populista, che unisce il socialismo, il patriottismo, la terza via economica del fascismo italiano, il socialismo nazionale e idee affini al conservatorismo sociale sul piano etico ed ideale.
Perón si ispirò anche alle politiche economiche keynesiane e dirigiste del New Deal del presidente statunitense degli anni '30 Franklin Delano Roosevelt, istituendo un sistema con forte presenza dello Stato in regime di economia mista privato-pubblico (varando però anche due piani quinquennali sul modello sovietico); questo intervento si concretizzò sia tramite aziende pubbliche che tramite una politica di welfare assistenziale (governativo, ma anche filantropico, attraverso la Fondazione Eva Perón) e di sostegno all'attività sindacale degli operai e dipendenti privati.
In politica estera il peronismo storico sostenne il distacco dell'Argentina dall'influenza storica degli Stati Uniti sul continente sudamericano, e al contempo una politica terzomondista, di neutralismo e di non allineamento nei confronti dei due blocchi (filo-sovietico e filo-americano) della guerra fredda.
Tale ideologia ha permeato - e tuttora è molto importante - la maggior parte dei partiti politici argentini odierni, sia di destra sia di sinistra. I principali partiti peronisti sono il Partito Giustizialista, fondato nel 1946 e il Fronte per la Vittoria, nato nel 2003 (kirchnerista).

## Storia

### Le origini
Il fenomeno peronista nasce nel 1943, ma le sue origini vanno cercate più indietro, nella struttura stessa della società argentina. Essa era retta fino agli anni '20 da un'oligarchia egemonizzata dai grandi allevatori e commercianti di carne, con un proletariato urbano in crescita, una classe media urbana ed un proletariato rurale impiegato nell'allevamento. L'economia era pesantemente controllata da britannici e statunitensi (circa il 50% delle imprese) e la situazione sociale caratterizzata da ampi fenomeni di immigrazione interna e dall'Europa, che favorì la formazione e lo sviluppo di espressioni politiche complesse (in un primo momento socialisti, anarchici, anarco-sindacalisti e comunisti).
Un primo colpo di Stato si ebbe nel settembre 1930 da parte del generale José Félix Uriburu, che sollevò dall'incarico il presidente Hipólito Yrigoyen, ponendo fine allo stato liberale ed instaurando un governo autoritario e populista, ma pur sempre ispirato all'oligarchia. Il regime cade due anni dopo, ma ormai la rottura dell'equilibrio si era verificata.
Fino al 1940 si ebbe una crescita costante del movimento sindacale (Confederación General del Trabajo, CGT), sia per adesioni che per rivendicazioni. L'inizio della guerra e l'invasione dell'URSS spaccò l'unità del movimento operaio (dal 1942 esistono due diversi CGT) ma anche nel resto della società argentina, creando divisioni tra fascisti ed antifascisti sul comportamento da tenere nei confronti della guerra.

### Gli "ufficiali uniti"
Dalle elezioni presidenziali del 1932 era al potere la coalizione radicale Concordancia, espressione del cosiddetto decennio infame, emanazione della vecchia aristocrazia latifondista e della borghesia commerciale e finanziaria, alleata dell'imperialismo britannico, che tendeva ad escludere dalla rappresentanza politica le nuove forze sociali - i piccoli e medi datori di lavoro industriali e il vasto proletariato urbano - nate negli ultimi dieci anni dell'intensa industrializzazione del paese.
Le forze armate erano divise tra i vertici, governativi, e un'ala più filofascista e nazionalista.
Il 4 giugno 1943 questi ultimi, insieme al Grupo de Oficiales Unidos (GOU) realizzarono un colpo di Stato, che fu chiamato la Rivoluzione del '43, impedendo l'elezione a presidente del filo-britannico Robustiano Patrón Costas. 
Il colonnello Juan Domingo Perón, appartenente a questo gruppo di ufficiali intermedi delle Forze armate, entrò nel governo nel novembre 1943 alla guida del Ministero del Lavoro e della previdenza. Peron, alla fine degli anni trenta, aveva vissuto nell'Italia fascista come osservatore militare dello Stato Maggiore argentino e studiò all'Università di Bologna Scienze Politiche ed Economia Corporativa, vedendo con simpatia la politica e l'ideologia fascista, poi alla base del movimento peronista.
Con la guerra in corso l'Argentina si trovava in forte crescita economica, grazie ad una fortissima richiesta di prodotti agricoli e d'allevamento da parte di tutti i belligeranti ed allo spostamento della produzione industriale nelle aree che non erano teatro di guerra.
Perón si lega alla CGT 2, autonomista, realizzando tra il 1943 ed il 1945 quanto non era stato raggiunto nei precedenti decenni di lotta di classe: assicurazioni obbligatorie per incidenti sul lavoro e malattie professionali, la giornata lavorativa di otto ore, lo statuto dei giornalieri, tredicesima mensilità, ferie retribuite, estensione del sistema pensionistico, riconoscimento ufficiale dello status giuridico dei sindacati, ecc. La sua popolarità divenne talmente forte da permettergli di assumere nel febbraio 1944, sostenuto dal GOU, anche la carica di Ministro della Guerra e in giugno di Vicepresidente del generale Edelmiro Julián Farrell.
Essendo però ancora forte, l'oligarchia al potere, contraria a queste misure, tentò di fermare Perón, con un colpo di stato all'interno delle forze armate. Fu dimissionato e arrestato il 12 ottobre 1945, ma provocando una sollevazione popolare che porterà alla sua liberazione il 17 ottobre dello stesso anno.
Fu concordato un nuovo gabinetto di governo tra Farrell e Perón, con uomini fedeli a quest'ultimo.
Pochi giorni dopo fu fissata la data delle elezioni: il 24 febbraio 1946.

### La presidenza Perón: la "rivoluzione" deidescamisados
(Evita Perón)
Nel 1946 Perón scelse perciò di correre da solo alle elezioni, con una lista appoggiata dai settori sindacalisti sia nazionalisti che socialisti. Vinte le elezioni, il primo governo godette di una congiuntura favorevole, grazie alle abbondanti riserve di oro e valuta straniera, con un saldo commerciale positivo e un mercato interno in espansione. Ciò favorì un ampio processo di redistribuzione della ricchezza, ma anche una continuazione della contrapposizione peronismo-antiperonismo, visto il carattere comunque autoritario del governo. Questo infatti operò una serie di arresti nei confronti dei gruppi legati al marxismo ed alla lotta di classe: i settori sindacali internazionalisti - tra cui Cipriano Reyes ed altri dirigenti che collaborarono alla sua liberazione l'anno precedente - e sciolse lo stesso Partito Laburista d'Argentina per creare quello Giustizialista.

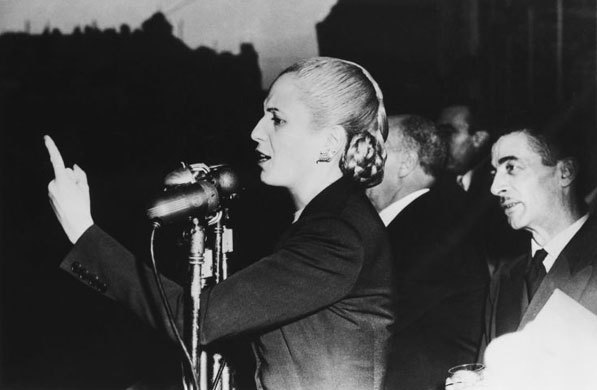
Eva Perón pronuncia un discorso alla Casa Rosada

Nel primo piano quinquennale argentino venne creato l'Istituto di promozione e intercambio (IAPI), si nazionalizzano il Banco centrale, le imprese dei servizi pubblici (ferrovie, acqua, gas, telefoni) e si dà impulso all'edilizia popolare e all'alfabetizzazione delle classi più povere.
Il sistema formatosi provoca l'allontanamento dei potentati economici e finanziari statunitensi ed inglesi, realizzando una sintesi tra industria nazionale e lavoratori, in una terza via tra capitalismo e comunismo.
Nel 1949 Perón promulga la nuova Costituzione argentina che, tra l'altro, riconosce il diritto di sciopero, alla salute ed all'istruzione, il monopolio del commercio estero da parte dello Stato.
Una prima crepa nel regime si aprì con la morte della moglie di Peron il 26 luglio 1952, Eva Duarte de Perón (detta Evita), popolare intrattenitrice radiofonica di umili origini, dotata di carisma e capacità comunicativa, e gestore dell'immagine pubblica del marito.

Dallo stesso anno l'economia comincia a perdere posizioni, a causa dell'esaurimento delle riserve internazionali accumulate durante la guerra, quando l'Argentina costituiva la sesta potenza economica mondiale.
Successivamente l'ostilità della Chiesa cattolica (scatenata tra l'altro dall'approvazione della legge sul divorzio), in comunione con quella angloamericana e dei potentati economico-finanziari, sindacali e dei partiti tradizionali interni (vengono fatti chiudere i quotidiani La Vanguardia, La Prensa e La Nación) determineranno il crollo del sistema peronista.
Il 16 giugno 1955 venne organizzato un colpo di Stato militare da parte della Marina militare, che bombarda la Casa Rosada tentando di uccidere il presidente. Il 18 giugno Perón è costretto a fuggire in esilio prima in Paraguay e poi nella Spagna di Franco.
Ad una intervista della tv inglese, che gli chiede cosa intenda fare per tornare in Argentina, Perón risponde: “Nulla. Faranno tutto i miei nemici”.

### Il peronismo resistente
Inizia quindi il "peronismo della resistenza". All'interno del movimento si formarono due correnti: un settore socialista nazionale, associato ai movimenti rivoluzionari sudamericani, ed un'ala conservatrice. Il primo entrò in clandestinità, organizzando movimenti di resistenza alla giunta militare a partire fin dal 1955.
(Coro lanciato nei cortei peronisti argentini dopo l'esilio di Peron)

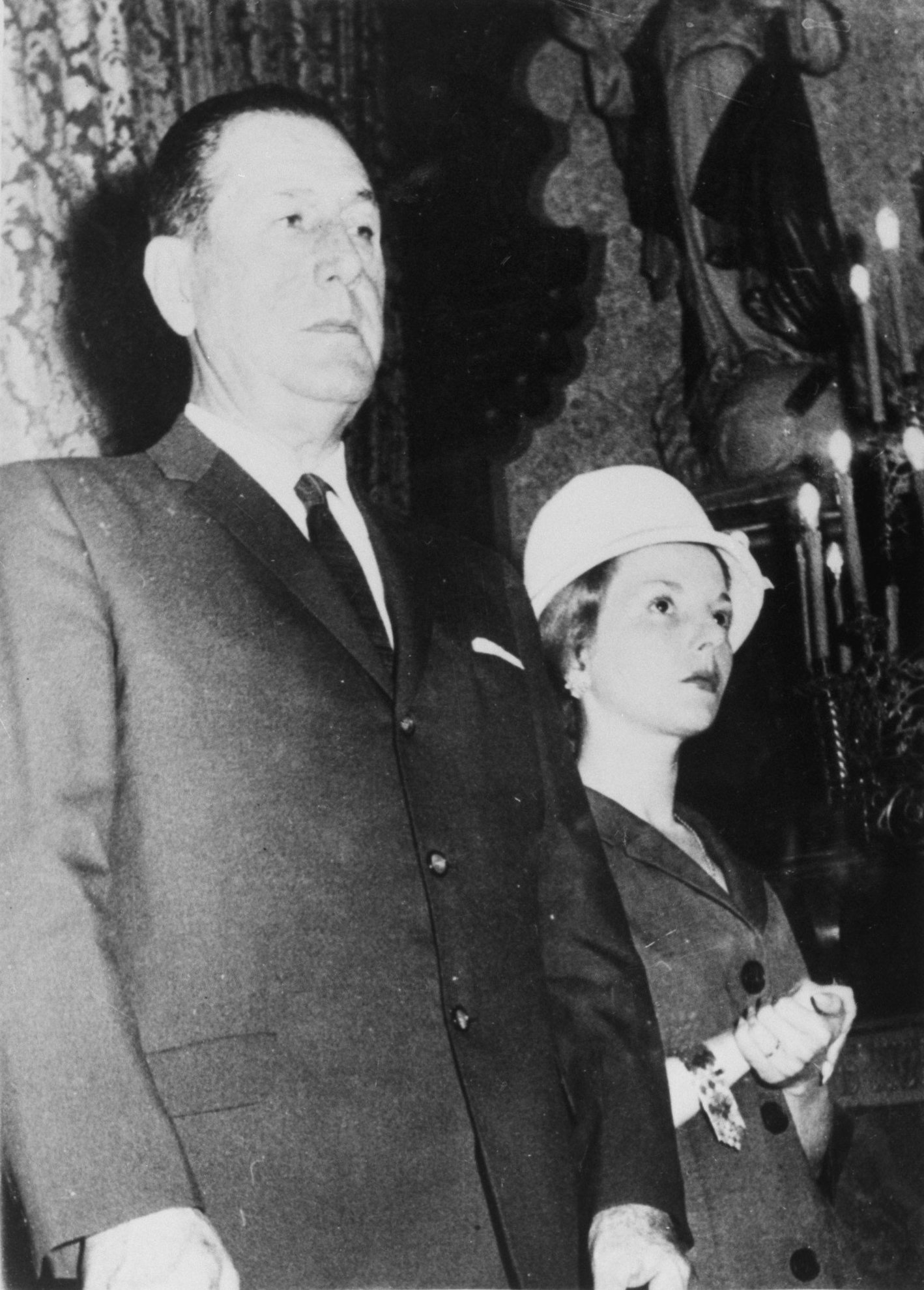
Peron nel 1964 con l'ultima moglie, Isabela Peròn

Il 20 settembre 1955 assume il potere in Argentina il tenente generale Eduardo Lonardi, che avvia il ritorno alla democrazia, ma subisce a sua volta un colpo di Stato da parte del tenente generale Pedro Eugenio Aramburu (capo di stato maggiore dell'esercito), che blocca nel sangue una rivolta peronista nel giugno 1956, giustiziando 38 peronisti ed eseguendo migliaia di arresti. Il mese successivo l'Assemblea Costituente ripristina la Costituzione liberale del 1853.
Con le elezioni del marzo 1962 i peronisti sono nuovamente ammessi alle elezioni, ottenendo il 35% dei consensi. Il presidente Frondizi viene accusato di cedere alle pressioni peroniste e viene perciò destituito dalle forze armate, che lo sostituiscono con il presidente del Senato José María Guido. Peronisti e comunisti vengono nuovamente messi al bando.
Fa la sua nascita il gruppo armato dei Montoneros e dall'esilio Perón plaude alle loro azioni di guerriglia terrorista.
Negli anni successivi i dirigenti della resistenza, tutti rifugiatisi a Cuba, gettarono le basi per la costruzione di un fronte peronista di liberazione nazionale. Tra di essi Fernando Abal Medina e Norma Arrostito, dirigenti dei Montoneros, e John William Cooke, uno degli ideologi di riferimento dei guerriglieri peronisti e organizzatore della fusione fra i movimenti studenteschi e operai.
(John William Cooke, "Apuntes para la militancia")
Nel 1967 essi partecipano alla OLAS (Organización Latinoamericana de Solidaridad): organizzazione che racchiudeva tutti i movimenti anti-imperialisti latinoamericani appartenenti alle più diverse estrazioni politiche. La lotta di liberazione nazionale argentina venne affidata al peronista Jorge Ricardo Masetti, che organizzò le forze rivoluzionarie peroniste: i Montoneros, l'Ejército Guerrillero del Pueblo (di ispirazione guevarista), le Fuerzas Armadas Peronistas ed altri gruppi.
(Miguel Bonasso, militante Montonero e giornalista italo-argentino)
Il declino economico e sociale dei diversi governi che si susseguirono negli anni sessanta, incalzati anche dall'attività di guerriglia dei Montoneros, aprì la strada al ritorno di Perón.

### Il ritorno al potere nel 1973
Durante tutti i suoi anni, il peronismo rimase segnato dal suo carattere eterogeneo, riunendo dall'estrema sinistra (i Montoneros, che disputarono la direzione del movimento a Perón negli anni 1970, pur dichiarandosigli fedeli; le Fuerzas Armadas Peronistas, FAP, e le Fuerzas Armadas Revolucionarias, FAR... tutti furono sostenuti, in un momento o in un altro, da Perón) all'estrema destra (Concentración Nacional Universitaria, Alleanza anticomunista argentina), passando per organizzazioni più centriste, quali l'Organización Única del Trasvasamiento Generacional (OUTG), considerata da Perón come la retroguardia del movimento e che integrava figure come Jorge Bergoglio, il futuro papa Francesco, o la filosofa Amelia Podetti.

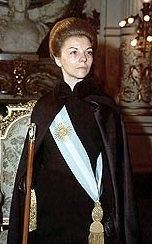
Isabel Martínez de Perón con la fascia presidenziale

Nel 1971 il generale Alejandro Lanusse compì un nuovo colpo di Stato, e nel 1973 ripristinò il regime democratico convocando le elezioni generali.
Alle elezioni dell'11 marzo 1973 fu riammesso il Partito Giustizialista, ma a Perón fu vietato di parteciparvi. Gli elettori elessero però Héctor Cámpora, un suo sostenitore. Questi si dimise nel luglio dello stesso anno, decretando nuove elezioni a cui questa volta partecipò anche Perón stesso, che tornò in Argentina, venendo eletto presidente per la terza volta nell'ottobre del 1973.
La situazione argentina era però cambiata notevolmente nel frattempo ed il nuovo regime peronista rimase bloccato dai conflitti tra le sue diverse anime, e in particolare tra l'ala conservatrice e quella socialista nazionale, condizionando l'ordine pubblico e obbligando il governo a provvedimenti d'urgenza.
Dopo la morte di Perón il 1º luglio 1974 vi fu la successione della vicepresidente, la seconda moglie Isabel Martínez de Perón, che durò però meno di due anni.
Vi fu un nuovo rovesciamento, sanzionato dal golpe militare del 24 marzo 1976, con Isabel Perón agli arresti per cinque anni.

### Il peronismo dopo Perón
Il regime democratico venne di nuovo ripristinato nel dicembre 1983, dopo il fallimento del Processo di riorganizzazione nazionale e la sconfitta nella guerra delle Falkland del 1982.
Il movimento peronista, dopo una prima sconfitta elettorale da parte di radicali e socialisti, tornò al potere in diverse occasioni (per la prima volta nel 1989), ma mantenendo differenze tra peronisti conservatori come il presidente Carlos Menem (1989-1999) e socialisti nazionalisti come Néstor Kirchner (2003-2007) o sua moglie Cristina Fernández de Kirchner (2007-2015), fautori del kirchnerismo. Infatti, dopo la scissione del partito giustizialista alle elezioni generali del 2003, che videro arrivare al ballottaggio due candidati peronisti (Kirchner e Menem), negli anni successivi si sono create diverse fazioni "peroniste" che si sono presentate alle elezioni.
Con la coalizione peronista Fronte di Tutti nel 2019 si è eletto alla presidenza della repubblica Alberto Fernández.

## Organizzazione
Per differenziare il proprio movimento da un partito politico, Perón stesso mise sempre in risalto il carattere composito del peronismo. Esso era costituito non solo da un partito politico con due branche, maschile e femminile, ma anche da organizzazioni sindacali, studentesche, sportive ecc. che confluivano nel movimento a cui spettava rappresentare la totalità degli interessi nazionali.

## Collocazione politica
Il sociologo antifascista Gino Germani, emigrato in Argentina nel 1934 dopo essere stato incarcerato per "propaganda sovversiva" in Italia, nelle sue analisi sul movimento peronista riportò che, sebbene vi fu una differenza nel tipo di mobilitazione di massa rispetto al fascismo italiano (in Argentina essa fu primaria, ossia all'interno di una società non industriale, e monopolizzata dalla classe sociale inferiore), sul piano politico il peronismo appartiene alle correnti che, dopo la Grande Guerra e la crisi del 1929, proclamarono in Europa la necessità di una Terza Via: fascismo, nazionalsocialismo, corporativismo e falangismo.
Nel peronismo si mostrò anche quella tendenza al sindacalismo rivoluzionario, nazionale ed autogestionario proprio dei fascismi europei. Perón stesso dichiarò più volte che il movimento operaio era la base portante del suo movimento, fatto che mosse verso di lui critiche di filocomunismo. Ma il carattere prettamente nazionale del socialismo perseguito dal generale Perón, lo rese inviso sia al capitalismo angloamericano che al marxismo sovietico, tanto che furono queste forze a determinarne la crisi del 1955, insieme alle pressioni della Chiesa.
Nel peronismo compaiono perciò tutte le caratteristiche politiche del fascismo (Terza Via, socialismo e sindacalismo nazionale, corporativismo e socializzazione, autoritarismo e populismo), ma addirittura anche gli uomini stessi che dettero vita ai fascismi europei tra il 1919 ed il 1945.
Caso emblematico è quello di Giuseppe Spinelli, ex operaio cremonese divenuto Ministro del Lavoro durante la Repubblica Sociale Italiana. Dopo la sconfitta militare italiana, insieme a decine di migliaia di fascisti, si trasferì in Argentina e, dopo la vittoria di Perón nel 1946, gli venne affidato l'incarico di capo del dipartimento dell'immigrazione della Marina Argentina ed affiancato a Perón stesso come consigliere economico in materia di socializzazione e corporativismo, assi portanti della politica economica peronista come di quella dei regimi europei.
Nel 1969 Perón, ricordando il periodo passato in Italia da ufficiale di Stato Maggiore argentino trent'anni prima, spiegò in una sua intervista il legame profondo ed il collegamento tra peronismo e fascismo italiano:
(Juan Domingo Perón, Corriere della Sera, Perón, un caudillo tra comunismo e capitalismo yankee di Sergio Romano, 29 giugno 2005)
Sempre Perón in una sua dichiarazione ad un giornale inglese: “Gli argentini sono al 30 per cento socialisti, al 20 per cento conservatori, un altro 30 per cento è di radicali [...]”; al che il giornalista lo interrompe domandandogli: “E i peronisti?”. “No, no, peronisti sono tutti quanti”, affermò il Presidente Argentino con estrema naturalezza.
Sulla matrice politica del peronismo, peraltro, taluni autori vedono il movimento argentino come la risultante dell'apporto di diverse idee politiche, portate da intellettuali cattolici e marxisti, come da esponenti della classe operaia.

## Principi

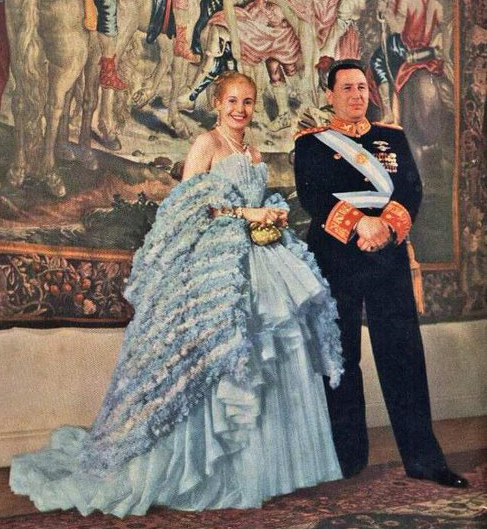
Ritratto ufficiale di Juan ed Eva Perón

I principi che caratterizzarono il peronismo sono i seguenti:
- giustizia sociale, impostata non sulla lotta di classe, bensì sulla collaborazione tra le classi sociali all'interno del corpo statale;
- indipendenza economica del paese dai monopoli internazionali;
- terzomondismo in politica estera, inteso come un atteggiamento neutrale nei confronti dei due grandi blocchi che, durante gli anni del suo governo, si fronteggiavano nella guerra fredda.

Nella ricerca della giustizia sociale il peronismo si configura come Terza Via tra capitalismo liberista e comunismo di stampo sovietico.
(Elementi di Dottrina Peronista, Juan Domingo Perón, 1952)
In politica economica vengono nazionalizzate la Banca centrale, le imprese dei servizi pubblici (ferrovie, acqua, gas e telefonia) e quelle legate al settore energetico (centrali idroelettriche, gas naturale e carbone). In particolare Perón, che durante gli anni di servizio presso l'Ambasciata argentina a Roma aveva maturato ammirazione per Benito Mussolini, si ispira alla legislazione sociale del Fascismo, quando, all'inizio della carriera politica, riveste l'incarico di Ministro del Lavoro: salario minimo garantito, assicurazioni obbligatorie per incidenti sul lavoro e malattie professionali, la giornata lavorativa di otto ore, lo statuto dei giornalieri, tredicesima mensilità, ferie retribuite, estensione del sistema pensionistico, riconoscimento ufficiale dello status giuridico dei sindacati, etc.
In politica estera l'Argentina mantiene una stretta neutralità nei confronti dei due grandi blocchi contrapposti.
(Elementi di Dottrina Peronista, Juan Domingo Perón, 1952)

## Il peronismo in Italia
In Italia il peronismo riscuote successo sia nella destra sia nella sinistra radicale.
Lotta Continua sul proprio quotidiano definisce il peronismo come "uno dei fenomeni sociali, politici e ideologici più incompresi del nostro secolo".
Il congresso del Movimento Sociale Italiano a Roma nel 1949 si apre con tutti i delegati che gridano ”Viva Perón!”, mentre Il Borghese si schiera apertamente in favore del presidente argentino anche nella lotta contro il Vaticano, in quella che ritiene “la battaglia per impedire che la formula della DC si estenda anche al Sud America”.
Terza Posizione guarda con simpatia alla lotta dei Montoneros, movimento rivoluzionario peronista di ispirazione socialista nazionale, nato durante l'esilio del presidente Perón.